# Nikon FG
Le Nikon FG est un appareil photographique argentique reflex mono-objectif fabriqué par la société Nikon de 1981 à 1984.

## Description
Le Nikon FG est un appareil pour amateur intermédiaire entre le Nikon EM plus abordable et le Nikon FM. L'obturateur plan-focal possède des rideaux métalliques se déplaçant verticalement.
Il y a trois modes de réglage de l'exposition : un mode programme, un mode priorité à l'ouverture et un mode semi-automatique. De plus, il existe une vitesse mécanique notée M90 qui permet de travailler au 1/90 même sans piles.
Utilisé avec le flash Nikon SB-15 la mesure de lumière se fait en mode TTL (mesure à travers l''objectif).

## Accessoires[2]
- Dos dateur
- Moteur
- Flash SB-15